# 間宮沙希子
間宮 沙希子（まみや さきこ 1973年6月7日 - ）は、日本の女優、ヌードモデル。身長156cm。スリーサイズはB86・W56・H82。

## 来歴・人物
神奈川県出身。日本人離れしたロケット型の胸と食指を動かす肢体が特徴。顔立ちも熟れごろといった感じで若い頃の泉じゅんを彷彿させる。スタイルと美貌を活かし川奈さおりの名でAV女優としても活躍していた。

## 出演
- のぞき屋稼業6（1995年）
- 平成女学園（テレビ東京）
- 尼僧獄門帖（1995年）
- 毒婦 プワゾン・ボディ（1995年）
- 大江戸レイプマン（1996年）
- 虜-ふたり-（1996年）真宮沙希名義
- ノーカット4時間!!（アリスJAPAN）川奈さおり名義
- 恋するカレン（MAX-A）川奈さおり名義
- 僕のリゾラバ（ジャパンホームビデオ）川奈さおり名義
- したたり濡れて（MAX-A）川奈さおり名義
- 愛・奴・涙（サクセス・ビデオ・コミュニティー）川奈さおり名義
- フラッシュパラダイス（アリスJAPAN）川奈さおり名義
- 女尻（アリスJAPAN）川奈さおり名義
- 私だけを愛して（サクセス・ビデオ・コミュニティー）川奈さおり名義
- とろろ汁（アリスJAPAN）川奈さおり名義
- ペロペロピンク 3 ～美乳と巨乳～（アリスJAPAN）川奈さおり名義

## 写真集
- 熱視線（渡辺達生撮影・COMPASS）
- ASCENTION（山岸伸撮影・COMPASS）
- 37℃（落合遼一撮影・竹書房）オムニバス
- Class mate（英知出版）川奈さおり名義
- SAPPHIRE（落合遼一撮影・リイド社）川奈さおり名義

## イメージビデオ
- 蒼い微熱（1995年、アトラス21）
- Beppin 31（1992年、英知出版）川奈さおり名義